# Bishop Tuff
Le Bishop Tuff est un tuf induré qui s'est formé il y a environ 764 800 ans par le dépôt d'une coulée pyroclastique rhyolitique au cours de l'éruption de six jours qui a formé la caldeira de Long Valley (Californie, États-Unis),, et durant laquelle plus de 200 km3 de cendres et de boue ont été émis à l'extérieur de la caldeira. Il affleure sur le territoire des comtés californiens d'Inyo et de Mono.

## Exposition moderne
Le Bishop Tuff affleure au sommet d'un plateau volcanique au nord de la vallée de l'Owens, dans l'est de la Californie. Ce plateau se situe à l'est de la route américaine 395 et à l'ouest de la frontière du Nevada, au nord-ouest de Bishop et au sud-est du lac Crowley et de Mammoth Lakes. Le tuf affleure également au sud du lac Mono et entoure les cratères Mono-Inyo.
Le Bishop Tuff couvre une surface près de 2 200 km2 et son épaisseur varie de 150 à 200 m.
La rivière Owens traverse un plateau volcanique d'ignimbrites qui constitue l'une des principales zones d'épanchement du Bishop Tuff et y a notamment créé une profonde gorge en l'érodant.

## Lithologie
Le Bishop Tuff est un tuf induré de composition rhyolitique à haute teneur en silice. Il est constitué de cendres et de fragments de ponces. Les principaux minéraux constitutifs sont la biotite, le plagioclase, le quartz et la sanidine. Exprimée en pourcentage de poids d'oxydes, la composition chimique du tuf comporte principalement 73,4 à 77,9 % de silice et 12,7 % d'alumine.
Le Bishop Tuff est subdivisé en plusieurs niveaux pétrochimiques distincts. La section inférieure, formée à partir de chutes de cendres, est marquée par la présence de ponces de rhyolite à haute teneur en silice, sans pyroxène. La section supérieure, formée par une coulée pyroclastique, est marquée par la présence de ponces de rhyolite à haute teneur en silice contenant du pyroxène,. Le magma à l'origine du Bishop Tuff est interprété comme un magma différencié, dérivé d'un magma primitif issu de la fusion partielle de roches crustales.